# Wilkowice (województwo wielkopolskie)
Wilkowice – wieś w Polsce, położona w województwie wielkopolskim, w powiecie leszczyńskim, w gminie Lipno. 
| SIMC    | Nazwa     | Rodzaj    |
| ------- | --------- | --------- |
| 0373043 | Karolewko | część wsi |

W latach 1975–1998 miejscowość należała administracyjnie do województwa leszczyńskiego.

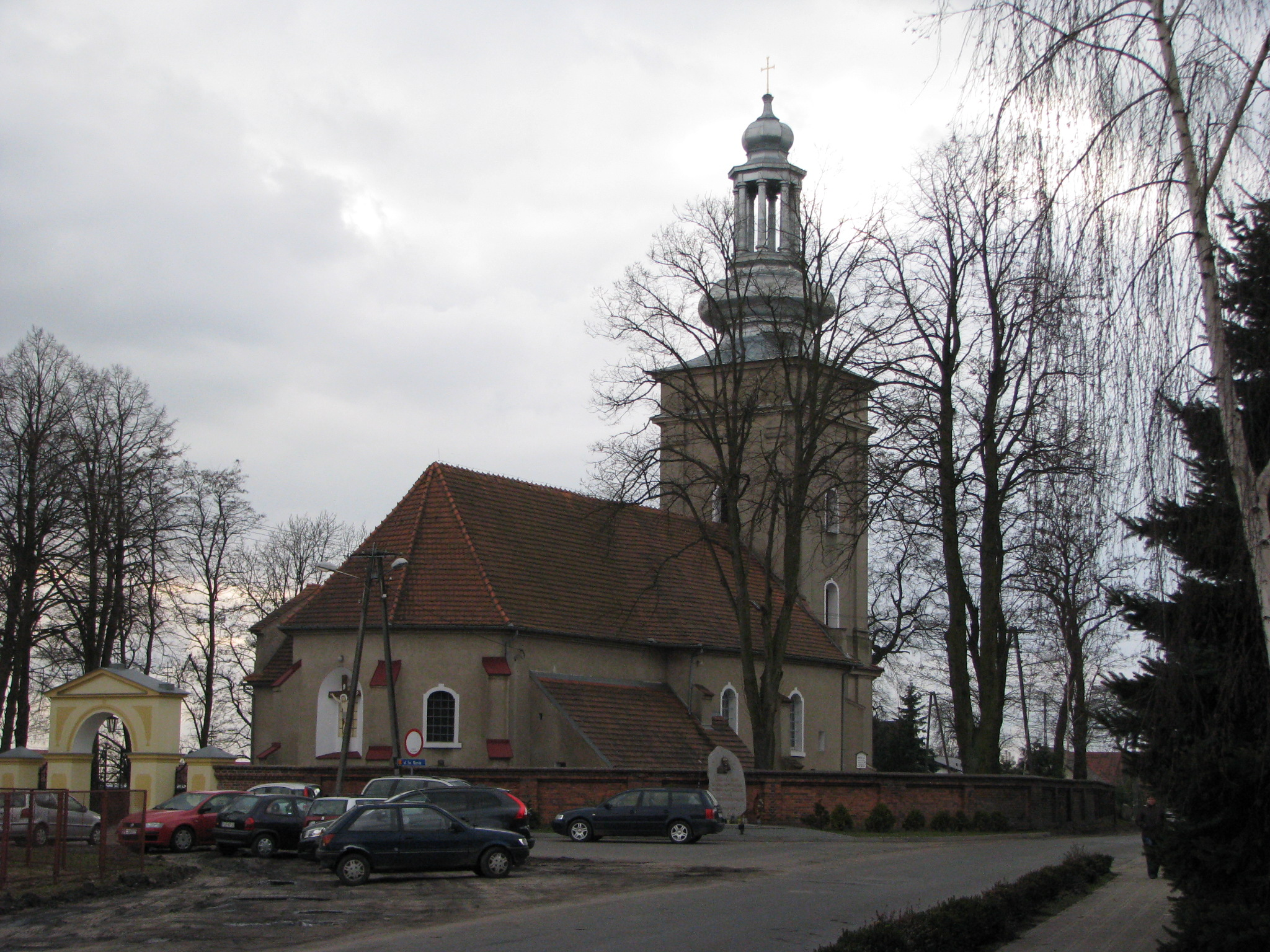
Kościół p.w. św. Marcina w Wilkowicach

Wieś ma charakter rolniczo-przemysłowy.  We wsi znajdują się dwa kościoły: rzymskokatolicki św. Marcina z XVI w. oraz poewangelicki św. Edyty Stein z 1894 r. Do zabytków należy też XIV-wieczny gródek stożkowy, znajdujący się w sąsiedztwie kościoła św. Marcina, po wschodniej stronie ulicy o tej samej nazwie. Swoją siedzibę mają tam m.in. firmy:
- Astromal – zatrudniający ok. 180 pracowników wytwórca artykułów z żywicy lakowej, takich jak krzesełka autobusowe
- Profiloplast – zakład stolarki okiennej
- Fogo Sp. z o.o. – największy w Polsce producent agregatów prądotwórczych.

Od 2001 roku w Wilkowicach odbywa się Ogólnopolski Festiwal Starych Ciągników i Maszyn Rolniczych im. Jerzego Samelczaka. W miejscowości działa ludowy uczniowski klub sportowy "Korona" (piłka nożna), mający boisko w użytkowaniu.